# Војни, санитетски и несанитетски губици у Српској војсци у Балканским и Првом светском рату
Војни, санитетски и несанитетски губици у Српској војсци у Балканским и Првом светском рату  је ретроспективни приказ доступних података о збрињавању повређених у Балканским ратовима и Првом светском рату. Подаци нису у потпуности тачни јер или не постоје или нису довољно истражени. За ранији период, после паљења Архива санитетске службе у Краљеву 1915. године (у току повлачења српске војске), једини извор проучавања ових података били су полузванични и полуприватни, записи високих руководилаца санитетске службе и касније објављени радови учесника.

## Балкански ратови
Укупно у Балканским ратовима, српски војни губици износили су око 88.000 припадника, погинуло је 14.000, рањено је 54.000, умрло 17.000 од рана и болести (5.000 од колере).

### Први балкански рат
Србија је у Првом балканском рату изгубила 43.000 становника (војни губици: погинули, рањени, заробљени, нестали). Како су подаци неуједначени наводимо неколико извора:
Према неким изворима:
- погинуло је око 5.000 војника, подофицира и официра,
- рањено је преко 18.000,
- умрло је 7.000–8.000 од рана и болести.

Према подацима бригадног санитетског ђенерала др Симе Карановића, у овом рату је: погинуло 3.600, умрло 4.000, а рањено 18. 000 војника, подофицира и официра.
Према извештају генерала Мишића који је поднео Николи Пашићу, председнику Врховног савета, у Првом балканском рату: погинуло је 6.645, рањено 17.949 и било болесно 3.601 војник, подофицир и официр.

### Други балкански рат
У Другом балканском рату српски војни губици били су 44.500 припадника.
Према подацима ђенерала, др Симе Карановића, у овом рату је: погинуло 9.000, умрло (од колере) 5.000, а рањено 36.000 војника, подофицира и официра.
| Војни, санитетски и несанитетски губици у Српској војсци у Балканским и Првом светском рату | Војни, санитетски и несанитетски губици у Српској војсци у Балканским и Првом светском рату | Војни, санитетски и несанитетски губици у Српској војсци у Балканским и Првом светском рату          |
| Врсте губитака                                                                              | Балкански ратови                                                                            | Први светски рат                                                                                     |
| ------------------------------------------------------------------------------------------- | ------------------------------------------------------------------------------------------- | --- |
| Војни губици                                                                                | 88.000                                                                                      | 560.000 (до Крфа)                                                                                    |
| Погинуло                                                                                    | 14.000                                                                                      | 46.000 (до јула 1916)                                                                                |
| Рањено                                                                                      | 44.000                                                                                      | Око 190.000 (146.000 до Крфа)                                                                        |
| Умрло од рана и болести                                                                     | 17.000 (5.000 од колере)                                                                    | 70.000 (до јула 1916) 22.000 (повређено и умрло до јуна 1918) 4.000 (повређено и умрло до маја 1920) |

## Први светски рат
Према подацима ђенерала др Симе Карановића, укупни губици српске војске на 1.500.000 људи били су.
- до доласка на Крф погинуо је 45.861 војник,
- умрло је од рана и болести 68.458 војника,
- остало у болницама у Србији, након повлачења српске војске 138.600,
- „нестало кроз Албанију, заробљено и пропало при повлачењу“ 306.603.

Укупни војни губици до доласка на Крф износили су 559 522 човека.
До 16. јула 1916. од мобилисаних 711.343 војника на Крф је стигао 151.821 војник. До доласка на Крф боловало је 461.150 официра и војника, од тога броја рањено је 145.996.
До 15. јуна 1918. погинуло је или умрло још 21.633 официра и војника, а до демобилизације 5. маја 1920. погинуло је још 500, а умрло још 3.500 официра и војника.
Србија је у рату изгубила и 216 медицинских радника.

### Губици у појединим периодима
Битка на Јадру
У победоносној бици на Јадру (Цер, 3–6. августа 1914) Српска војска изгубила је близу 17.000 официра и војника (12% састава), а од тога било је 11.519 рањеника. Историчар Јеремија Станојевић писао је: „Губици наше војске у Церској бици износили су 240 официра и 15.000 војника, што значи преко 20% бораца. Губици у бици на Руднику били су још већи и износили 22.000 погинулих, 91.000 рањених и 19.000 заробљених. Иако су крвави губици били за 25% мањи од непријатељских, ипак је наш напор био несравњено већи, а наши извори снаге сасвим исцрпени“.
Епидемија тифуса 1914/1915.
Процењује се да је у Србији боловало око 500.000 људи од пегавца, а да је умрло око 150.000 и око 30.000 аустријских заробљеника. Лекари и медицинско особље поднели су највећу жртву: од 534 лекара живот је изгубило 160 (132 од пегавца и других заразних болести).
После епидемије било је способно за рад једва 200 лекара. Практично, сви су били заражени, а умрло је 56% лекара и медицинског особља на раду у болницама.